# 歐文鎮區 (愛荷華州塞羅戈多縣)
歐文鎮區（英語：Owen Township）是位於美國愛荷華州塞羅戈多縣的一個行政鎮區。

## 地方資料
根據2010年美國人口普查的數據，歐文鎮區的面積為95.15平方千米，當中陸地面積為95.12平方千米，而水域面積為0.03平方千米。當地共有人口317人，而人口密度為每平方千米3.33人。